# Mezezius (uzurpator)
Mezezius (sau Mecetius) a fost uzurpator bizantin în Sicilia între 668 și 669. Mezezius era un nobil armean din clanul Gnuni (familia domnitoare din Armenia), care a venit la curtea bizantină de la Siracuza. A luat parte la asasinarea lui Constans II, și a fost proclamat împărat de către armată. Când vestea morții împăratului a ajuns la Constantinopol, fiul ex-împăratului a pornit o expediție împotriva lui Mezezius, care a murit în luptă în 669.
1. ↑  Christian Settipani, "Continuité des élites à Byzance durant les siècles obscurs", 2006[*], p. 325 Verificați valoarea |titlelink= (ajutor)
2. ↑  Haykakan sovetakan hanragitaran, hator 7[*] Verificați valoarea |titlelink= (ajutor)